# Giuseppe Mazzanti
Giuseppe Mazzanti (Roma, 5 aprile 1983) è un ex giocatore di baseball italiano.
È cugino di Leonardo Mazzanti, che è stato anch'esso giocatore del Nettuno e della Nazionale.

## Carriera

### Club
Le prime presenze di Giuseppe Mazzanti con la prima squadra del Nettuno risalgono al 1999, quando all'epoca aveva 16 anni. Successivamente è stato girato per due stagioni alla seconda squadra del team nettunese in Serie A2. Nel 2002 intraprende un'esperienza oltreoceano dove gioca nelle minors americane a livello Rookie con gli Arizona League Mariners, affiliati alla franchigia di Seattle.
Torna a Nettuno nel 2003, con cui vince due Coppe Europa e una Coppa Italia. A livello personale ottiene dalla FIBS il riconoscimento di miglior giocatore (MVP) del campionato italiano 2007 e 2008.
Nel 2014, complici alcuni contrasti con la dirigenza nettunese, passa al Rimini Baseball con la formula del prestito annuale, poi rinnovato anche per la stagione 2015. Proprio nel 2015 con la formazione romagnola Mazzanti vince il suo primo scudetto. A partire dal 2016 fa ritorno a Nettuno, sponda Nettuno Baseball City.
Nel 2018, viste le incertezze societarie della società laziale, va a giocare per un anno alla Fortitudo Bologna, con cui vince il suo secondo scudetto. Nel 2019 torna a giocare a casa al Nettuno Baseball City. L'anno successivo è impegnato in Serie A2 con il Nettuno Baseball Club 1945, con cui centra la promozione in Serie A. Si ritira al termine dell'annata 2021, trascorsa appunto nuovamente nella massima serie.

### Nazionale
Mazzanti ha esordito in Nazionale ai Mondiali 2003 disputati a Cuba. Tra le altre partecipazioni internazionali, ha partecipato alle Olimpiadi 2004, al World Baseball Classic del 2009, a tre campionati mondiali e a due europei. Nel settembre 2019 ha detto addio alla Nazionale al termine del torneo Pre-Olimpico di Bologna e Parma, che ha visto gli azzurri mancare la qualificazione alle Olimpiadi di Tokyo 2020.

## Palmarès

### Club
- Campionati italiani: 2

Rimini: 2015
Bologna: 2018
- Coppe Italia: 2

Nettuno: 2011
Rimini: 2014
- European Cup: 2

Nettuno: 2008, 2009

### Nazionale
- Campionati europei: 1

Italia: 2010